# None But the Lonely Heart
None But the Lonely Heart ist ein US-amerikanischer Spielfilm aus dem Jahr 1944 mit Cary Grant und Ethel Barrymore unter der Regie von Clifford Odets. Das Drehbuch basiert auf einem Roman von Richard Llewellyn. Ethel Barrymore gewann für ihre Darstellung den Oscar für die beste Nebendarstellerin. Die National Board of Review wählte None But the Lonely Heart zum besten Film des Jahres 1944.

## Handlung
Ernie Mott ist ein rastloser junger Mann, der ohne Ziele durchs Leben geht. Er versucht vergeblich als Musiker Karriere zu machen und hat eine Affäre mit der Cellistin Aggie Hunter. Der Einfluss der geschiedenen Ada Brantline gibt ihm Hoffnung, sein Leben zu ändern. Ernie hilft seiner schwerkranken Mutter, den kleinen Verkaufsladen weiter zu betreiben. Durch die Verkettung von unglücklichen Umständen landet seine Mutter im Gefängnis, wo sie einsam stirbt. Auch die Beziehung mit Ada geht in die Brüche. Ernie bleibt ohne Hoffnung zurück.

## Hintergrund
Der Roman None But the Lonely Heart von Richard Llewellyn schildert die Erlebnisse eines 19-jährigen Jungen, der versucht, den schrecklichen Umständen seiner Existenz zu entfliehen. Als Cary Grant, der zu dem Zeitpunkt fast 40 war, sein Interesse an der Hauptrolle bekundete, musste Drehbuchautor und Regisseur Clifford Odets zahlreiche Änderungen vornehmen, um den Gang der Ereignisse an das fortgeschrittene Alter des Protagonisten anzupassen.
Die erste Wahl für die Besetzung von Ernies sterbenskranker Mutter war Laurette Taylor, eine ehemals berühmte Bühnenschauspielerin, die gerade durch ihre Rolle der Mutter in Tennessee Williams Stück Die Glasmenagerie ein Come-Back erlebte. Sie machte Probeaufnahme, wurde jedoch mit Hinweis auf ihre Körperfülle abgelehnt (andere Quellen nennen Taylors Alkoholismus als wahren Grund für die Absage).
Die Wahl fiel dann auf Ethel Barrymore, die zu der Zeit sehr erfolgreich am Broadway die Hauptrolle in Das Korn ist grün spielte. Um Barrymore zu verpflichten, mussten die Produzenten sämtliche Ausgaben und Kosten übernehmen, die sich für die zweiwöchige Dauer des Unterbrechung der Theateraufführung aufgrund der Abwesenheit von Barrymore ergaben.

## Kritik
Die Rezensionen waren voll des Lobes.
Bosley Crowther war in der New York Times äußerst angetan:

„Ein Film voll bewegender Stimmung und verzweifelten Verlangens, voll von Menschen, die unablässig versuchen, inneren Frieden in einem schäbigen und oppressiven Londoner Stadtteil zu finden. […] Der Film ist dabei gleichzeitig so sensibel, voller menschlicher Wärme und poetischer Kraft erzählt, dass man sich wundert, so etwas überhaupt auf der Leinwand zu sehen. […] Denn es ist, frei gesagt, ein ungewöhnlicher Film. Und er wird mit Sicherheit die Zuschauer kalt erwischen, die eher an leichte, eskapistische Filme gewöhnt sind. […] Wahrscheinlich wird dieser Film nicht sonderlich gut an der Kinokasse abschneiden, doch über die Jahre wird man sich an ihn erinnern, wenn die aktuellen Hits von heute schon längst vergessen sein werden.“

## Auszeichnungen

### Oscar
Der Film ging mit vier Nominierungen in die Oscarverleihung 1945 und gewann eine der Trophäen:
- Beste Nebendarstellerin: Ethel Barrymore – gewonnen

- Bester Hauptdarsteller – Cary Grant
- Bester Filmschnitt – Roland Gross
- Beste Filmmusik (Drama/Komödie) – Constantin Bakaleinikoff, Hanns Eisler

### National Board of Review
- Bester Film des Jahres 1944